# Heterophilus punctulatus
Heterophilus punctulatus é uma espécie de coleóptero da subfamília Philinae, com distribuição na China e Tibete. Os adultos podem ser encontrados em Imperata cylindrica.